# Lasiomma iwasai
Lasiomma iwasai är en tvåvingeart som beskrevs av Masayoshi Suwa 1978. Lasiomma iwasai ingår i släktet Lasiomma och familjen blomsterflugor. Inga underarter finns listade i Catalogue of Life.